# UCI WorldTeam
UCI World Team (em ocasiões também UCI Pro Team, ou simplesmente Pro Team) é o termo utilizado desde 2005 pela União Ciclista Internacional (UCI) para denominar a um equipa ciclista da máxima categoria do ciclismo em estrada masculino a nível mundial. Abaixo encontram-se as equipas de categoria Profissional Continental e Continental, considerados o segundo e terceiro degrau do profissionalismo respectivamente.
Dentro da reestruturação empreendida pela UCI para 2005 e anos posteriores, decidiu-se criar uma categoria que albergasse às melhores equipas do mundo (os UCI Pro Teams) que teriam a participação garantida e obrigatória nas melhores carreiras do calendário, agrupadas a sua vez numa nova competição denominada UCI Pro Tour. Em anos sucessivos o sistema de competição sofreu diversas modificações, desembocando no actual UCI World Tour (desde 2011), ainda que no relativo à categoria das equipas o organismo federativo considera-o um contínuo.
As primeiras 3 temporadas do UCI Pro Tour (2005-2007) as equipas nesta categoria eram 20, número que se reduziu a partir de 2008 a 18 equipas excepto nas temporadas 2013 e 2015 em que teve 19 e 17 equipas respectivamente. Estas esquadras estão obrigadas a participar em todas as corridas do WorldTour, ainda que podem participar também em corridas dos cinco Circuitos Continentais.

## Equipas
Para a temporada de 2022 as equipas UCI World Team são 18, menos uma que a edição anterior (Team Qhubeka NextHash que não obteve licença). 
| Código UCI | Nome                               | País                   | Anos Pro Team        | Licença até |
| ---------- | ---------------------------------- | ---------------------- | -------------------- | ----------- |
| ACT        | AG2R Citroën Team                  | França                 | 2006-2022            | 2022        |
| AST        | Astana Qazaqstan Team              | Cazaquistão            | 2007-2022            | 2022        |
| TBV        | Bahrain Victorious                 | Bahrein                | 2018-2022            | 2022        |
| BOH        | Bora-Hansgrohe                     | Alemanha               | 2017-2022            | 2022        |
| COF        | Cofidis                            | França                 | 2005-2009, 2021-2022 | 2022        |
| EFE        | EF Education-EasyPost              | Estados Unidos         | 2009-2022            | 2022        |
| GFC        | Groupama-FDJ                       | França                 | 2005-2010, 2012-2022 | 2022        |
| IGD        | INEOS Grenadiers                   | Reino Unido            | 2011-2022            | 2022        |
| IWG        | Intermarché-Wanty-Gobert Matériaux | Bélgica                | 2021-2022            | 2022        |
| IPT        | Israel-Premier Tech                | Israel                 | 2020-2022            | 2022        |
| TJV        | Jumbo-Visma                        | Países Baixos          | 2005-2022            | 2022        |
| LTS        | Lotto-Soudal                       | Bélgica                | 2005-2022            | 2022        |
| MOV        | Movistar Team                      | Espanha                | 2005-2022            | 2022        |
| QST        | Quick-Step Alpha Vinyl Team        | Bélgica                | 2005-2022            | 2022        |
| BEX        | Team BikeExchange                  | Austrália              | 2012-2022            | 2022        |
| DSM        | Team DSM                           | Países Baixos          | 2013-2022            | 2022        |
| TFS        | Trek-Segafredo                     | Estados Unidos         | 2011-2022            | 2022        |
| UAD        | UAE Team Emirates                  | Emirados Árabes Unidos | 2005-2022            | 2022        |

## Antecedentes
Até 2004 a UCI classificava as equipas por divisões (Primeira, Segunda e Terceira) em função de seus resultados. As primeiras equipas da máxima categoria costumavam ter garantida sua participação nas melhores competições, como a Volta a França, enquanto o resto ficavam a expensas de obter alguma dos convites dos organizadores.

## Concessão de licenças
É a UCI (mais especificamente, a sua Comissão de Licenças) quem decide a que equipas concede uma licença Pro Team, bem como por quantos anos. Os critérios seguidos para a sua concessão têm variado ao longo dos anos e são fonte de controvérsia.

### Sistema actual
Na actualidade o organismo realiza um ranking do mérito desportivo segundo uma série de pontos de mérito colectivos (da equipa) e individuais (a soma dos pontos de mérito acumulados nas duas temporadas anteriores pelos doze melhores ciclistas em modelo para o seguinte ano). Estes pontos de mérito não se correspondem com os pontos World Tour, e ao invés que estes sua atribuição e quantificação se realizam em segredo pelo organismo reitor; existem não obstante agências especializadas que oferecem esse serviço às equipas interessadas em conhecer a sua situação.
As 15 primeiras equipas nessa lista de méritos desportivos têm praticamente assegurada a renovação ou obtenção de uma licença Pro Team, ficando unicamente à espera de obter o visto bom da Comissão de Licenças no relativo a aspectos económicos, administrativos e éticos.
Além dessas quinze praças, a Comissão de Licenças concede 3 licenças mais entre os cinco seguintes do ranking (os situados entre o décimo sexto e o vigésimo). Dentre esses cinco conjuntos, os interessados em obter uma licença devem realizar uma apresentação ante a comissão defendendo a sua candidatura, detalhando sua estrutura e respondendo às perguntas que se lhes formulem. A decisão sobre a que três esquadras se atribuem as licenças restantes se rege por critérios desportivos, económicos, administrativos e éticos.
Ao final do processo, a Comissão de Licenças faz pública uma lista com as 18 equipas admitidas, e decide também por quanto tempo concede dita licença. O possuir a licença dá preferência à hora de ser Pro Team sempre que fique entre os 20 primeiros do ranking, eliminando requisitos.
Ainda que o sistema está desenhado para contar com 18 equipas Pro Team, na temporada 2013 teve 19 esquadras nesta categoria. Isto se deveu a que conquanto a Comissão de Licenças da UCI excluiu em sua lista ao Katusha (entre os quinze primeiros no ranking de méritos desportivos, mas recusado por não cumprir baixo seu ponto de vista com os critérios adicionais), o TAS aceitou o recurso do conjunto russo e este teve que ser readmitido pela UCI, incorporando ao Katusha a sua lista de dezoito.
Por outra parte, para a temporada 2015 outorgaram-se 17 licenças Pro Team e deram-se várias controvérsias neste sentido, já que teve alguns problemas para a recepção das licenças por algumas das esquadras. Assim, a equipa Astana cujo manager geral é o ex ciclista Alexandre Vinokourov, sofreu um longo processo de admissão devido às investigações abertas devidas a assuntos de dopagem, lhe dando uma licença provisória. Posteriormente a UCI chegou a reclamar num comunicado de 25 de fevereiro de 2015 a retirada da licença uma vez recebidos todos os documentos requeridos por parte da esquadra patrocinada pelo Governo de Cazaquistão, ainda que finalmente não sucedeu mas se manteve à equipa baixa um estrito controle.

## Calendário
As equipas Pro Team têm garantido o seu concurso em todas as carreiras englobadas no UCI World Tour (dantes UCI Pro Tour), estando de facto obrigados a participar em todas elas. Esse calendário inclui as principais carreiras do mundo, tanto no relativo a voltas por etapas (as três grandes voltas inclusive) como a clássicas de um dia, que se disputam em sua maior parte em Europa. A UCI tem incluído ademais carreiras de recente criação em países extra europeus com uma menor tradição de acolher eventos de estrada, dentro de sua estratégia de globalizar o ciclismo como o são Austrália, Canadá e China. Além de acolher obrigatoriamente aos 18 equipas Pro Team, os organizadores da cada carreira podem convidar a várias equipas mais de menor nível (Profissionais Continentais).
Além de participar nas carreiras do World Tour, as equipas Pro Team podem correr em carreiras de menor entidade, englobadas dentro dos cinco Circuitos Continentais, sempre que sejam provas de categoria .HC (máxima dentro destes circuitos) ou .1 (segundo nível), mas não podem participar das .2 (categoria de menor nível).

## Histórico de equipas
| Equipas Desaparecidas   | Equipas Desaparecidas                                                                                        | Equipas Desaparecidas       | Equipas Desaparecidas | Equipas Desaparecidas |
| Código UCI              | Nome | País                        | Anos World Team       | Desaparecimento       |
| ----------------------- | --- | --------------------------- | --------------------- | --------------------- |
| CA                      | Crédit Agricole                                                                                              | França                      | 2005-2008             | 2008                  |
| BMC                     | BMC Racing Team                                                                                              | Estados Unidos              | 2011-2018             | 2018                  |
| CCC                     | CCC Team | Polónia                     | 2019-2020             | 2020                  |
| DOM                     | Domina Vacanze                                                                                               | Itália                      | 2005                  | 2005                  |
| EUS                     | Euskaltel Euskadi                                                                                            | Espanha                     | 2005-2013             | 2013                  |
| FAS                     | Fassa Bortolo (equipa ciclista)                                                                              | Itália                      | 2005                  | 2005                  |
| GST                     | Gerolsteiner                                                                                                 | Alemanha                    | 2005-2008             | 2008                  |
| IAM                     | IAM Cycling                                                                                                  | Suíça                       | 2015-2016             | 2016                  |
| LEO/RNT/RLT             | Leopard Trek/RadioShack-Nissan/RadioShack Leopard                                                            | Estados Unidos              | 2011-2016             | 2016                  |
| LIQ/CAN                 | Liquigas-Bianchi/Liquigas/Liquigas-Doimo/Liquigas-Cannondale/Cannondale                                      | Luxemburgo · Estados Unidos | 2005-2014             | 2014                  |
| MRM                     | Team Milram                                                                                                  | Alemanha                    | 2006-2010             | 2010                  |
| TQA                     | Team Qhubeka NextHash                                                                                        | África do Sul               | 2016-2021             | 2021                  |
| ONC/LST/LSW             | ONCE/Liberty Seguros Team/Liberty Seguros-Würth Team/Würth Team/Astana-Würth Team/Astana                     | Espanha                     | 2005-2006             | 2006                  |
| PHO                     | Phonak Hearing Systems                                                                                       | Suíça                       | 2005-2006             | 2006                  |
| SDV/FUJ/FOT             | Saunier Duval-Prodir/Saunier Duval-Scott/Scott-American Beef/Fuji-Servetto/Footon-Servetto                   | Espanha                     | 2005-2010             | 2011                  |
| TMO/THR                 | T-Mobile Team/HTC-Highroad                                                                                   | Estados Unidos              | 2008-2011             | 2011                  |
| CSC/SAX/SBS/STB/TST/TCS | Team CSC/Team Saxo Bank/Saxo Bank Sungard/Team Saxo Bank-Tinkoff Bank/Team Saxo-Tinkoff/Tinkoff-Saxo/Tinkoff | Dinamarca · Rússia          | 2005-2015             | 2015                  |
| TKA                     | Team Katusha-Alpecin                                                                                         | Suíça                       | 2007-2019             | 2019                  |
| UNI                     | Unibet.com                                                                                                   | Suécia                      | 2009                  | 2007                  |
| USP/DSC                 | Discovery Channel Pró Cycling Team/US Postal                                                                 | Estados Unidos              | 2005-2007             | 2007                  |
| VCD                     | Vacansoleil-DCM Pro Cycling Team                                                                             | Países Baixos               | 2012-2013             | 2013                  |

| Equipas Activas mas sem licença UCI World Team | Equipas Activas mas sem licença UCI World Team                      | Equipas Activas mas sem licença UCI World Team | Equipas Activas mas sem licença UCI World Team | Equipas Activas mas sem licença UCI World Team |
| Código UCI                                     | Nome                                                                | País                                           | Anos World Team                                | Descida                                        |
| ---------------------------------------------- | ------------------------------------------------------------------- | ---------------------------------------------- | ---------------------------------------------- | ---------------------------------------------- |
| BOU/BBO/EUC/DEN                                | Bouygues Telecom/Bbox Bouygues Telecom/Team Europcar/Direct Energie | França                                         | 2005-2009 2014                                 | 2015                                           |

### Cronograma
A cinzento escuro encontram-se assinaladas as equipas que actualmente não se encontram activas.
A azul claro encontram-se assinaladas as equipas que actualmente competem em escalões inferiores (Continental Profissional ou Continental)
| 2009                                      | 2010                               | 2011                     | 2012                                       | 2013                                  | 2014                    | 2015                | 2016                               | 2017                            | 2018                                     | 2019                                | 2020                        | 2021                                            | 2022                               |
| ----------------------------------------- | ---------------------------------- | ------------------------ | ------------------------------------------ | ------------------------------------- | ----------------------- | ------------------- | ---------------------------------- | ------------------------------- | ---------------------------------------- | ----------------------------------- | --------------------------- | ----------------------------------------------- | ---------------------------------- |
| Ag2r-La Mondiale                          | Ag2r-La Mondiale                   | Ag2r-La Mondiale         | Ag2r-La Mondiale                           | Ag2r-La Mondiale                      | Ag2r-La Mondiale        | AG2r-La Mondiale    | AG2r-La Mondiale                   | AG2r-La Mondiale                | AG2r-La Mondiale                         | AG2r-La Mondiale                    | AG2r-La Mondiale            | AG2R Citroën Team                               | AG2R Citroën Team                  |
| Astana                                    | Astana                             | Astana                   | Astana                                     | Astana                                | Astana                  | Astana              | Astana                             | Astana                          | Astana                                   | Astana                              | Astana                      | Astana–Premier Tech                             | Astana Qazaqstan Team              |
|                                           | Team NetApp                        | Team NetApp              | Team NetApp                                | Team NetApp-Endura                    | Team NetApp-Endura      | Bora-Argon 18       | Bora-Argon 18                      | Bora–Hansgrohe                  | Bora–Hansgrohe                           | Bora–Hansgrohe                      | Bora–Hansgrohe              | Bora–Hansgrohe                                  | Bora–Hansgrohe                     |
| Cofidis                                   | Cofidis                            | Cofidis                  | Cofidis                                    | Cofidis                               | Cofidis                 | Cofidis             | Cofidis                            | Cofidis                         | Cofidis                                  | Cofidis                             | Cofidis                     | Cofidis                                         | Cofidis                            |
| Garmin-Slipstream                         | Garmin-Transitions                 | Garmin-Cervélo           | Garmin-Barracuda Garmin-Sharp              | Garmin-Sharp                          | Garmin-Sharp            | Cannondale–Garmin   | Cannondale Cannondale–Drapac       | Cannondale–Drapac               | EF Education First–Drapac p/b Cannondale | EF Education First Pro Cycling Team | EF Pro Cycling              | Cycling EF Education–Nippo                      | EF Education–EasyPost              |
| Française des Jeux                        | Française des Jeux FDJ             | FDJ                      | FDJ-BigMat                                 | FDJ FDJ.fr                            | FDJ.fr                  | FDJ                 | FDJ                                | FDJ                             | FDJ Groupama-FDJ                         | Groupama-FDJ                        | Groupama-FDJ                | Groupama-FDJ                                    | Groupama-FDJ                       |
|                                           | Team Sky                           | Team Sky                 | Team Sky                                   | Team Sky                              | Team Sky                | Team Sky            | Team Sky                           | Team Sky                        | Team Sky                                 | Team Sky Team INEOS                 | Team INEOS Ineos Grenadiers | Ineos Grenadiers                                | Ineos Grenadiers                   |
|                                           |                                    |                          |                                            |                                       |                         | Cycling Academy     | Cycling Academy                    | Israel Cycling Academy          | Israel Cycling Academy                   | Israel Cycling Academy              | Israel Start-Up Nation      | Israel Start-Up Nation                          | Israel–Premier Tech                |
| Verandas Willems                          | Verandas Willems                   | Veranda's Willems-Accent | Accent.jobs-Willems Veranda's              | Accent Jobs-Wanty                     | Wanty–Groupe Gobert     | Wanty–Groupe Gobert | Wanty–Groupe Gobert                | Wanty–Groupe Gobert             | Wanty–Groupe Gobert                      | Wanty–Gobert                        | Circus–Wanty Gobert         | Wanty Gobert–Intermarché–Wanty–Gobert Matériaux | Intermarché–Wanty–Gobert Matériaux |
| Silence-Lotto                             | Omega Pharma-Lotto                 | Omega Pharma-Lotto       | Lotto-Belisol                              | Lotto-Belisol                         | Lotto-Belisol           | Lotto Soudal        | Lotto Soudal                       | Lotto Soudal                    | Lotto Soudal                             | Lotto Soudal                        | Lotto Soudal                | Lotto Soudal                                    | Lotto Soudal                       |
| Caisse d'Epargne                          | Caisse d'Epargne                   | Movistar Team            | Movistar Team                              | Movistar Team                         | Movistar Team           | Movistar Team       | Movistar Team                      | Movistar Team                   | Movistar Team                            | Movistar Team                       | Movistar Team               | Movistar Team                                   | Movistar Team                      |
| Quick Step                                | Quick Step                         | Quick Step               | Omega Pharma-Quick Step                    | Omega Pharma-Quick Step               | Omega Pharma-Quick Step | Etixx-Quick Step    | Etixx-Quick Step                   | Quick-Step Floors               | Quick-Step Floors                        | Deceuninck–Quick-Step               | Deceuninck–Quick-Step       | Deceuninck–Quick-Step                           | Quick-Step Alpha Vinyl Team        |
|                                           |                                    |                          |                                            |                                       |                         |                     |                                    | Bahrain–Merida                  | Bahrain–Merida                           | Bahrain–Merida                      | Bahrain–McLaren             | Team Bahrain Victorious                         | Team Bahrain Victorious            |
|                                           |                                    |                          | GreenEDGE Orica-GreenEDGE                  | Orica-GreenEDGE                       | Orica-GreenEDGE         | Orica-GreenEDGE     | Orica-GreenEDGE Orica–BikeExchange | Orica–Scott                     | Mitchelton–Scott                         | Mitchelton–Scott                    | Mitchelton–Scott            | Team BikeExchange                               | Team BikeExchange–Jayco            |
| Skil-Shimano                              | Skil-Shimano                       | Skil-Shimano             | Project 1t4i Argos-Shimano                 | Argos-Shimano                         | Giant-Shimano           | Team Giant–Alpecin  | Team Giant–Alpecin                 | Team Sunweb                     | Team Sunweb                              | Team Sunweb                         | Team Sunweb                 | Team DSM                                        | Team DSM                           |
| Rabobank                                  | Rabobank                           | Rabobank                 | Rabobank                                   | Blanco Pro Cycling Belkin Pro Cycling | Belkin Pro Cycling      | LottoNL-Jumbo       | LottoNL-Jumbo                      | LottoNL-Jumbo                   | LottoNL-Jumbo                            | Team Jumbo–Visma                    | Team Jumbo–Visma            | Team Jumbo–Visma                                | Team Jumbo–Visma                   |
|                                           |                                    | Leopard Trek             | RadioShack-Nissan                          | RadioShack-Leopard                    | Trek Factory Racing     | Trek Factory Racing | Trek–Segafredo                     | Trek–Segafredo                  | Trek–Segafredo                           | Trek–Segafredo                      | Trek–Segafredo              | Trek–Segafredo                                  | Trek–Segafredo                     |
| Lampre-NGC                                | Lampre-Farnese Vini Lampre-Farnese | Lampre-ISD               | Lampre-ISD                                 | Lampre-Merida                         | Lampre-Merida           | Lampre-Merida       | Lampre-Merida                      | UAE Abu Dhabi UAE Team Emirates | UAE Team Emirates                        | UAE Team Emirates                   | UAE Team Emirates           | UAE Team Emirates                               | UAE Team Emirates                  |
| Bbox Bouygues Telecom                     | Bbox Bouygues Telecom              | Team Europcar            | Team Europcar                              | Team Europcar                         | Team Europcar           | Team Europcar       | Direct Énergie                     | Direct Énergie                  | Direct Énergie                           | Direct Énergie Total Direct Énergie | Total Direct Énergie        | Total Direct Énergie Team TotalEnergies         | Team TotalEnergies                 |
| MTN Cycling                               | MTN Energade                       | MTN Qhubeka              | MTN Qhubeka                                | MTN Qhubeka                           | MTN Qhubeka             | MTN Qhubeka         | Team Dimension Data                | Team Dimension Data             | Team Dimension Data                      | Team Dimension Data                 | NTT Pro Cycling             | Team Qhubeka Assos Team Qhubeka NextHash        |                                    |
| BMC Racing Team                           | BMC Racing Team                    | BMC Racing Team          | BMC Racing Team                            | BMC Racing Team                       | BMC Racing Team         | BMC Racing Team     | BMC Racing Team                    | BMC Racing Team                 | BMC Racing Team                          | CCC Team                            | CCC Team                    |                                                 |                                    |
| Team Katusha                              | Team Katusha                       | Itera-Katusha            | Itera-Katusha                              | Team Katusha                          | Team Katusha            | Team Katusha        | Team Katusha                       | Team Katusha–Alpecin            | Team Katusha–Alpecin                     | Katusha-Alpecin                     |                             |                                                 |                                    |
|                                           |                                    |                          |                                            | IAM Cycling                           | IAM Cycling             | IAM Cycling         | IAM Cycling                        |                                 |                                          |                                     |                             |                                                 |                                    |
| Team Saxo Bank                            | Team Saxo Bank                     | Saxo Bank-SunGard        | Team Saxo Bank Team Saxo Bank-Tinkoff Bank | Team Saxo-Tinkoff                     | Team Saxo Bank          | Tinkoff-Saxo        | Tinkoff                            |                                 |                                          |                                     |                             |                                                 |                                    |
| Liquigas Liquigas-Doimo                   | Liquigas-Doimo                     | Liquigas-Cannondale      | Liquigas-Cannondale                        | Cannondale                            | Cannondale              |                     |                                    |                                 |                                          |                                     |                             |                                                 |                                    |
| Euskaltel-Euskadi                         | Euskaltel-Euskadi                  | Euskaltel-Euskadi        | Euskaltel-Euskadi                          | Euskaltel-Euskadi                     |                         |                     |                                    |                                 |                                          |                                     |                             |                                                 |                                    |
| Vacansoleil                               | Vacansoleil                        | Vacansoleil-DCM          | Vacansoleil-DCM                            | Vacansoleil-DCM                       |                         |                     |                                    |                                 |                                          |                                     |                             |                                                 |                                    |
| Fuji–Servetto                             | Footon–Servetto–Fuji               | Geox–TMC                 |                                            |                                       |                         |                     |                                    |                                 |                                          |                                     |                             |                                                 |                                    |
| Team Columbia-High Road Team Columbia-HTC | Team HTC-Columbia                  | HTC-Highroad             |                                            |                                       |                         |                     |                                    |                                 |                                          |                                     |                             |                                                 |                                    |
|                                           | Team RadioShack                    | Team RadioShack          |                                            |                                       |                         |                     |                                    |                                 |                                          |                                     |                             |                                                 |                                    |
| Team Milram                               | Team Milram                        |                          |                                            |                                       |                         |                     |                                    |                                 |                                          |                                     |                             |                                                 |                                    |

#### 2009-2010
As equipas UCI Pro Tour (de primeira categoria) são regidos pela regulamento UCI Pro Tour decidindo a UCI que equipas entram neste grupo estudando as propostas que lhes cheguem, todas estas equipas têm acesso às corridas do UCI World Calendar ou UCI World Tour. Os requisitos gerais para as equipas Profissionais Continentais (de segunda categoria) que podem correr estas corridas são menos estritos que o das equipas Pro Tour, e ademais, ao não ter um número limitado de equipas o nível desportivo mal se tem em conta, estes estavam divididos em vários sub-grupos dependendo os requisitos que cumpriam:
- Equipas com "Wild Card" (podem correr todas as corridas): passaporte biológico, sem problemas económicos e outros "estritos requisitos desportivos, legais, administrativos e éticos".[4]
- Equipas sem "Wild Card" com passaporte biológico (só podiam correr as Corridas Históricas): falta algum dos requisitos para obter a "Wild Card" mas se pagam o passaporte biológico.
- Equipas sem "Wild Card" (não podiam correr nenhuma corrida do UCI World Calendar): falta algum dos requisitos para obter a "Wild Card" e não pagam o passaporte biológico.

Ademais, para a temporada 2010 introduziu-se um novo ponto para poder deixar correr a equipas que não cumprissem os requisitos mencionados anteriormente concretamente equipas de categoria Profissional Continental sem "Wild Card" para correr em corridas Pro Tour e equipas Continentais (terceira e última categoria do profissionalismo) para correr em corridas Históricas, ainda que os requisitos foram difíceis de cumprir já que essa equipa devia aderir ao passaporte biológico e ter entrado entre os 17 melhores equipas do UCI World Ranking na temporada anterior. Norma feita para que algumas equipas potentes que não tivessem podido cumprir os requisitos principais pudessem correr nessas corridas de máximo nível. Uma mostra do difícil que foi recorrer a esse ponto para participar nas corridas do UCI World Calendar é que nenhuma equipa recorreu a ela porque não cumpria ditos requisitos.

#### 2011-2019
A partir do 2011, com a nova denominação de UCI WorldTour, desapareceram as "Wild Card" e todas as equipas Profissionais Continentais tiveram acesso às corridas de máxima categoria, isto supôs uma maior rigidez nos requisitos para entrar em dita categoria. No entanto deixaram de novo de pontuar para a classificação desta máxima categoria.

#### 2020-actualidade
O Comité Directivo da União Ciclista Internacional aprovou a partir do ano 2020 importantes mudanças no ciclismo de estrada profissional, a nova estrutura do ciclismo entrou em vigência a partir de 1 de janeiro de 2020. Os seus principais elementos e mudanças para o futuro imediato do ciclismo detalham-se a seguir:
- Novo calendário na competição ciclista: O calendário UCI dividir-se-á em três categorias: UCI WorldTour (máxima categoria a nível mundial), UCI ProSeries (segunda categoria) e Circuitos Continentais da UCI (última categoria).[6] Esta nova divisão UCI ProSeries substitui as classes 1.hc (Corrida de um dia), as 2.hc (Corrida de vários dias), e as classes *.1 (Corrida de vários dias). Agora se compõem de 1.pro (Corrida de um dia) e 2.pro (Corrida por etapas).[6] A UCI oferecerá um contrato mínimo de três anos para dar estabilidade aos organizadores das corridas.
- Equipas: As equipas classificar-se-ão da mesma maneira que estabelece o calendário UCI, isto é, dividir-se-ão em três divisões com idêntica denominação: UCI WorldTeam, UCI ProTeam (conhecidos como Profissionais Continentais) e UCI Continental Team.[7] As equipas UCI WorldTeam se compõem de 18 equipas como máximo, integrados entre 27 e 30 corredores. Cabe assinalar que o número de equipas UCI ProTeam podem ser de 20 até 30 corredores profissionais. Na outra categoria não há limite de equipas, já que isto dependerá do cumprimento dos requisitos regulamentares específicos de cada divisão.[8]
- Participação nas corridas: As 18 equipas UCI WorldTeam têm acesso directo à corridas do calendário UCI WorldTour, além das duas melhores equipas UCI ProTeam (de acordo com a classificação mundial UCI World Ranking ao final da temporada anterior) e os convites que sejam recusadas serão redistribuídas pelos organizadores a outras equipas UCI ProTeam, mediante as Wildcards os organizadores podem convidar a outras 2 equipas de categoria UCI ProTeam para um total de 22 equipas de 8 corredores para as Grandes Voltas e de 25 equipas para as outras corridas.[6] Para as corridas UCI ProSeries e os Circuitos Continentais da UCI não há limite de participação de equipas, no entanto, as equipas UCI WorldTeam e UCI ProTeam, têm cota limitada para competir de acordo ao ano correspondente estabelecido pela UCI.[9]
- Simplificação dos rankings: Estabelece-se um único ranking calculado a nível internacional chamado UCI World Ranking (o UCI WorldTour Ranking desaparecerá). Esta nova classificação tem em conta todas as corridas do calendário UCI internacional e dividir-se-á em três partes: individual, por equipas e por nações. Esta classificação terá em conta os resultados, ponderados em função da sua importância, de todas as competições profissionais do ciclismo de estrada.[6][8]